# Vol. II (Cartel de Santa)
Vol. II è il secondo album in studio del gruppo musicale messicano Cartel de Santa.

## Tracce
1. Blah, Blah, Blah (Babo), (Dharius) - 2:58
2. El Dolor Del Micro (Babo), (Dharius), (Julieta Venegas) - 4:35
3. Conexión Puerto Rico (Babo), (Dharius), (Tego Calderón) - 3:39
4. El Arte Del Engaño - (Babo) - 4:22
5. Mi Segundo Nombre Es Fiesta (Babo), (Dharius), (JL Amazu - 3:47
6. Crónica Babilonia - (Babo), (Dharius), (Mr. Pomel) - 4:52
7. Mi Chiquita - (Babo), (Dharius) - 4:48
8. Solo Son Niños - (Babo), (Dharius) - 3:32
9. La Plaga Del Rap - (Babo), (Dharius), (Ariana Puello) - 4:10
10. ¿Que Más Les Puedo Decir? (Babo), (Dharius) - 4:36
11. Escucha (Babo) - 2:25
12. Himno a La Jauría - (Babo), (Dharius) - 3:38
13. Del Sur a Norte - (Babo), (Dharius), (Javu), (Piochaz), (Micho) - 3:57
14. La Llamada - (Babo), (Dharius) - 3:31
15. Santa Muerte - (Babo) - 3:22
16. Intenta Rimar Vol. II - 3:13

## Formazione
- MC Babo - voce
- Dharius - voce
- Rowan Rabia - ingegnere del suono
- Mauricio Garza - ingegnere del suono